# Балуев, Вениамин Георгиевич
Вениами́н Гео́ргиевич Балу́ев (6 декабря 1927, село Виноградово, Архангельская губерния — 15 марта 2006) — деятель советских спецслужб. Член ВКП(б)/КПСС с 1949 года. Депутат Совета Союза Верховного Совета СССР 11 созыва (1984—1989) от Могилёвской области.

## Биография

Могила Балуева на Восточном кладбище Минска.

Родился в 1927 году в селе Виноградово Архангельской губернии. Учился в школе № 12 Сыктывкара. В 1949 году окончил Коми педагогический институт, в 1955 году — Школу № 2 КГБ при Совете Министров СССР.
С 1949 служил в органах государственной безопасности Коми АССР, прошёл путь от оперативного сотрудника до уполномоченного КГБ по Ухтинскому району, заместителя председателя КГБ при Совете Министров Коми АССР (1960 — февраль 1966); с 23 февраля 1966 по 29 сентября 1970 г. — председатель КГБ при Совете Министров Коми АССР, полковник.
С 1971 по апрель 1975 г. — начальник Управления КГБ по Амурской области.
6.1975-1.1980 — начальник Управления КГБ по Новосибирской области, полковник.
С января по август 1980 год — заместитель начальника Инспекторского управления КГБ СССР.
4.8.1980-24.11.1990 — председатель КГБ Белорусской ССР, генерал-майор (1976), генерал-лейтенант (1982).
С 29 января 1981 по 1990 год — член ЦК КП Беларуси, член Бюро ЦК КП Беларуси.
Избирался народным депутатом Съезда народных депутатов СССР (1989—1991) от Мозырского национально-территориального избирательного округа № 87 Белорусской ССР, депутатом Верховного Совета Белорусской ССР, делегатом XXVI, XXVII и XXVIII съездов КПСС, XIX Всесоюзной конференции КПСС, XXIX и XXX съездов КП Беларуси.
C декабря 1990 года на пенсии.
Скончался 15 марта 2006 года. Похоронен на Восточном кладбище Минска.

## Награды
- орден Октябрьской Революции
- орден Красного Знамени
- орден Трудового Красного Знамени
- орден «Знак Почёта»